# Eragrostis camerunensis
Espèce
Eragrostis camerunensis Clayton est une espèce d'arbres de la famille des Poaceae selon la classification phylogénétique. Cette espèce décrite au Cameroun et au Nigeria se développe dans les prairies de montagne d'Afrique centrale.

## Description
Cette plante herbacée cespiteuse est reconnaissable à ses inflorescences en épillets de couleur noire et pouvant aller du brun-gris au vert-violet.